# Сероголовая сорокопутовая пиха
Сероголовая сорокопутовая пиха (лат. Lipaugus lanioides) — вид птиц рода сорокопутовых пих семейства котинговых. Подвидов не выделяют. Эндемик Бразилии.

## Описание
Сероголовая сорокопутовая пиха достигает длины 27—28 см и массы от 85 до 110 г. Половой диморфизм не выражен. Оперение в основном серого цвета, темя со слабыми чешуйчатыми полосками, верхняя часть тела с коричневатым отливом, крылья и хвост более коричневые. Первостепенные маховые перья немного модифицированы, девятые маховые перья удлинены, выступают за изогнутый контур расправленного крыла. Нижняя часть тела в основном бледно-серовато-коричневая с небольшими беловатыми прожилками, подхвостье и нижние кроющие перья хвоста цвета корицы. Радужная оболочка тёмно-коричневая. Клюв тёмно-коричневый или черноватый, основание подклювья светлее. Ротовая полость розовато-жёлтая; ноги серые.
Довольно молчаливая птица. С большими промежутками издаёт громкий свист, состоящий из нескольких нот, передаваемых как «skeeo-skeeo, skeeo-skeeo, skeeo-sheét».

## Биология
Сероголовая сорокопутовая пиха обитает во влажных низинных и горных лесах. В поисках корма медленно перемещается по веткам. Питается в основном фруктами и насекомыми. По некоторым оценкам рацион состоял на 86% из плодов 38 видов растений из 20 семейств, в основном рода Эвтерпа.
Сезон размножения продолжается с сентября по март. Гнездо представляет собой очень маленькую платформу, сооружённую из веточек и расположенную на высоте 2,5—8 м от земли на горизонтальной ветке, на боковой веточке небольшого дерева или на сухом листе пальмы. В кладке одно яйцо оливково-зелёного цвета с коричневыми пятнами. Насиживает кладку только самка в течение 26 дней. Птенцы оперяются через 25—26 дней. Первые 12—14 дней выкармливания птенцы питаются исключительно насекомыми, затем до 30% их рациона составляют фрукты.

## Распространение
Сероголовая сорокопутовая пиха является эндемиком Бразилии. Распространена на юго-востоке Бразилии от юго-востока штата Баия, северо-востока и центра штата Минас-Жерайс и Эспириту-Санту до северо-востока штата Санта-Катарина. Встречается на высоте от уровня моря до 1400 м над уровнем моря, чаще на высотах 500-1000 м.